# Guam na Letnich Igrzyskach Olimpijskich 2008
Guam na XXIX Letnich Igrzyskach Olimpijskich w Pekinie reprezentowało sześcioro sportowców.

## Judo
| Ricardo Blas Jr. |                                                    |  |  |  |  |                                                     |  |  |
|                  | Lasha Gujejiani 0001:0200 (porażka przez Waza-ari) |  |  |  |  | Daniel McCormick 0010:0100 (porażka przez Waza-ari) |  |  |

### kajakarstwo
- kajakarstwo klasyczne: C-1 500m, 1000m: Sean Pangelinan – na 500m z wynikiem 2:12.696 zakwalifikował się do półfinału gdzie odpadł po przepłynięciu dystansu z czasem; na 1000m z czasem 4:49.284 odpadł w eliminacjach[2]

### lekkoatletyka
- bieg na 100 m kobiet: Cora Alicto – odpadła w eliminacjach z czasem 13,31 sekund[3].
- bieg na 800 m mężczyzn: Derek Mandell – odpadł z eliminacji z 58 czasem 1:57.48[4]

### pływanie
- 100 m stylem dowolnym mężczyzn: Chris Duenas – 59. miejsce w eliminacjach (wśród 64 pływaków)

### zapasy
- kategoria do 63 kg kobiet: Maria Dunn – zajęła ostatnie 17. miejsce przegrywając walkę z Eliną Vasevą 0-5; 0-7.[5]